# Аверкієва Яма
Аверкієва Яма (рос. Аверкиева Яма) — печера в Челябінській області Росії, на Південному Уралі. Печера вертикального типу простягання. Загальна протяжність — 130 м. Глибина печери становить 28 м. Категорія складності проходження ходів печери — 1.